# Uroš Prikl
Uroš Prikl, slovenski ekonomist in politik * 18. september 1972, Maribor, Slovenija.

## Življenjepis
Uroš Prikl se je rodil v Mariboru. Po končani maturi na Prvi gimnaziji, se je vpisal Ekonomsko-poslovno fakulteto Univerze v Mariboru, kjer je leta 1998 diplomiral iz ekonomije na smeri marketing s temo "Mesto in vloga marketinga v podjetju Paloma, Sladkogorska tovarna papirja d.o.o." pod mentorstvom dr. Dušana Radonjiča.
Po diplomi se je sprva zaposlil kot referent prodaje v podjetju Paloma iz Sladkega vrha ter kasneje kot direktor prodaje v podjetju Keor in komercialni direktor v podjetju Termotehna obe iz Maribora. 
Od leta 2001 do leta 2012 je deloval na Ministrstvu za delo, družino in socialne zadeve, kjer je opravljal več različnih vodstvenih funkcij. Sprva je opravljal dela višjega svetovalca, nato podsekretarja, vodje Finančno-analitične službe in namestnika generalnega sekretarja. Med leti 2012 in 2014 je bil na Ministrstvu za zdravje tudi generalni sekretar. 
Za krajše obdobje je opravljal tudi dela direktorja doma za starejše občane - Dom pod Gorco v Mariboru. Od leta 2020 je zaposlen v Univerzitetnem kliničnem centru v Ljubljani, trenutno kot poslovni direktor Stomatološke klinike.

## Politično delovanje
Leta 2014 je kandiral na listi stranke DeSUS za poslanca v Državnem zboru Republike Slovenije in bil izvoljen v 7. volilni enoti v 11. volilnem okraju, kamor spadajo deli mariborskih mestnih četrti Tezno in Tabor. 
V mandatu 2014-2018 v Državnem zboru tako opravlja funkcijo predsednika Odbora za delo, družino, socialne zadeve in invalide ter člana Odbora za finance in monetarno politiko in  Odbora za gospodarstvo. Pri svojem delovanju kot poslanec je večino časa posvetil vprašanjem in izboljšanju stanja na področju socialne varnosti, skrbi za starejše občane in gospodarskega razvoja Maribora z okolico.  
V letu 2018 je bil imenovan za državnega sekretarja v Kabinetu predsednika vlade. Nekdaj dni po izstopu Karla Erjavca iz stranke DeSUS, je 19. marca 2021 iz nje izstopil tudi Prikl. 20. marca 2021 se je pridružil Socialnim demokratom.

## Osebno življenje
Uroš Prikl je poročen in ima sina. Z družino živi v Mariboru. 